# آل‌عصفور
آل‌عصفور، خاندانی از علمای روحانی شیعه در بحرین، قطیف و نواحی جنوب ایران (بویژه در استانهای فارس و بوشهر) در سده دوازده و سیزده هجری قمری (۱۸ و ۱۹ میلادی) هستند.
نیای این خاندان عصفور بن احمد بن عبدالحسین بن عطیه بن شیبه درازی شاخوری بحرانی است؛ و منقول است که نسب این خاندان به عدنان جد پیامبر اسلام می‌رسد.
شخصیت‌های بنام این خاندان، علاوه بر لقب آل عصفور، به ابن عصفور یا عصفوری نیز شناخته شده‌اند. همچنین به دلیل این‌که عمدتاً در «درّاز»، از روستاهای بحرین در نزدیکی منامه، یا در شاخوره، از روستاهای هم‌جوار آن، زاده شده یا زندگی کرده‌اند به «درّازی» و «شاخوری» و «بحرانی» نیز شهرت یافته‌اند.

## خاندان
«شیخ حسن بن شیخ حسین بن شیخ محمد بن احمد بن ابراهیم بن احمد بن صالح بن احمد بن عصفور بن احمد بن عبدالحسین بن عطیه بن شیبه الدرازی بن امیر هلال بن امیرموسی بن امیر حسین بن امیر مانع بن امیر عصفور بن امیر راشد بن عمیره بن سنان بن غفیله بن شبانه بن عامر بن عوف بن عقیل بن کعب بن ربیعه بن عامر بن صعصعه بن معاویه بن بکربن هوازن بن سلیم بن منصور بن عکرمه بن خصفه بن عیلان بن مضر بن نزار بن معد بن عدنان؛ جد نبی مکرم اسلام»

## مشاهیر
از مشاهیر این خاندان می‌توان به شیخ حسین آل‌عصفور ،شیخ حسن آل‌عصفور بوشهری، سید هاشم بحرانی و شیخ یوسف بحرانی معروف به صاحب حدائق اشاره نمود:
- شیخ حسن آل‌عصفور بوشهری (۱۱۸۲–۱۲۶۱ ق) بن شیخ حسین (با جمعی از خاندان ۱۲۱۶ ق. به بوشهر مهاجرت کرد)
- شیخ حسین آل‌عصفور (م۱۲۱۵ ق - مقتول در فتنه خوارج در بحرین) بن محمد بن احمد، برادرزاده شیخ یوسف بحرانی (صاحب حدائق)
- محمد بن احمد، (۱۱۱۲–۱۱۸۶ ق) برادر صاحب حدائق
- شیخ یوسف بحرانی بن احمد بن ابراهیم (صاحب حدائق) (۱۱۰۷–۱۱۸۶ ق)
- شیخ عبدالنبی آل عصفور معروف به فخرالاسلام
- شیخ عبدالعلی بن خلف بن عبدالعلی آل‌عصفور (م۱۳۰۳ ق - بوشهر) معاصر شیخ انصاری - امام جمعه بوشهر (۱۲۳۲–۱۲۶۰ ش/ ۱۲۶۹–۱۲۹۸ ق)
- شیخ خلف بن عبدالعلی بن احمد آل‌عصفور (م۱۲۷۳ ق - دالکی) برادرزاده صاحب حدائق - امام جمعه بوشهر (۱۲۲۲–۱۲۳۲ ش/ ۱۲۵۹–۱۲۶۹ ق)
- شیخ عبدالعلی بن احمد آل‌عصفور، برادر شیخ یوسف (صاحب حدائق)
- محمد بن احمد بن محمد آل‌عصفور، (م۱۲۶۳ ق، بوشهر)
- احمد بن محمد بن احمد (د ۱۲۲۱ق/۱۸۰۶م)، برادرزاده صاحب حدائق[۶]

شیخ عبدالحسین آل عصفور از اعضای مجلس بحرین و شیخ محسن آل عصفور رئیس سابق قوه قضایی شیعیان و رئیس کنونی اوقاف جعفری بحرین از شخصیتهای حال حاضر این خاندان محسوب می‌شوند و